# بطاقة الهوية النمساوية
بطاقة الهوية النمساوية يتم إصداره للمواطنين النمساويين. يمكن استخدامه كوثيقة سفر عند زيارة بلدان في دول المنطقة الاقتصادية الأوروبية (EEA), بالإضافة إلى الدول الأوروبية الصغيرة، ألبانيا، البوسنة والهرسك، جورجيا، كوسوفو، مولدوفا، الجبل الأسود، جمهورية مقدونيا، قبرص الشمالية, صربيا، مونتسرات، مقاطعات وأقاليم ما وراء البحار الفرنسية وممتلكات التاج البريطاني، وعلى رحلات منظمة إلى الأردن (عبر مطار العقبة) وتونس. حوالي 10% فقط من مواطني النمسا حصلوا على هذه البطاقة في عام 2012, حيث يمكنهم استخدام رخص القيادة النمساوية أو غيرها من بطاقات الهوية محليًا ويعيد الجواز السفر النمساوي الأكثر قبولًا في الخارج.
يتم تهجئة الأسماء الألمانية التي تحتوي على نقاط مثل (ä، ö، ü) و ß بالطريقة الصحيحة في المنطقة غير المقروءة آليًا لجواز السفر، ولكن مع أحرف العلة البسيطة + E و / أو SS في المنطقة المقروءة آليًا، على سبيل المثال يصبح (Müller/MUELLER), ويصبح (Groß/GROSS), ويصبح (Gömann/GOESSMANN).
عادة ما تستخدم النسخ المذكورة أعلاه لتذاكر الطيران وما إلى ذلك، ولكن في بعض الأحيان (كما هو الحال في تأشيرات الدخول إلى الولايات المتحدة) تستعمل حروف العلة البسيطة (MULLER, GOSSMANN).
قد تحمل بطاقات الهوية والجوازات النمساوية (وليس دائمًا) تعليماً بثلاث لغات (بالألمانية والإنجليزية والفرنسية), ويتغير الحرف "ß" إلى حرفي 'SS' في باقي اللغات (غير الألمانية).